# Copa do Mundo de Clubes da FIFA de 2012
A Copa do Mundo de Clubes da FIFA de 2012 foi a nona edição do mundial de clubes da Federação Internacional de Futebol (FIFA), disputada de 6 a 16 de dezembro de 2012 no Japão.
Nessa competição, pela primeira vez a FIFA testou o uso de chips eletrônicos na bola (os chamados GoalRef) de jogo que auxilia caso ocorresse lances duvidosos de gol. Também foi testado o sistema de câmeras conhecida como Hawk-Eye.
O Corinthians conquistou seu segundo título no torneio após vencer o Chelsea por 1–0 na final no Estádio Internacional de Yokohama no Japão. Foi a primeira conquista de um clube não europeu desde a edição de 2006.

## Equipes classificadas
| Confederação | Equipe              | Classificação                                       | Participação           |
| ------------ | ------------------- | --------------------------------------------------- | ---------------------- |
| AFC          | Ulsan               | Campeão da Liga dos Campeões da AFC de 2012         | 1°                     |
| CAF          | Al-Ahly             | Campeão da Liga dos Campeões da CAF de 2012         | 4º (2005, 2006 e 2008) |
| CONCACAF     | Monterrey           | Campeão da Liga dos Campeões da CONCACAF de 2011-12 | 2° (2011)              |
| CONMEBOL     | Corinthians         | Campeão da Copa Libertadores da América de 2012     | 2° (2000)              |
| OFC          | Auckland City       | Campeão da Liga dos Campeões da OFC de 2011-12      | 4° (2006, 2009 e 2011) |
| UEFA         | Chelsea             | Campeão da Liga dos Campeões da UEFA de 2011-12     | 1°                     |
| País-sede    | Sanfrecce Hiroshima | Campeão da J-League 2012                            | 1°                     |

## Bola

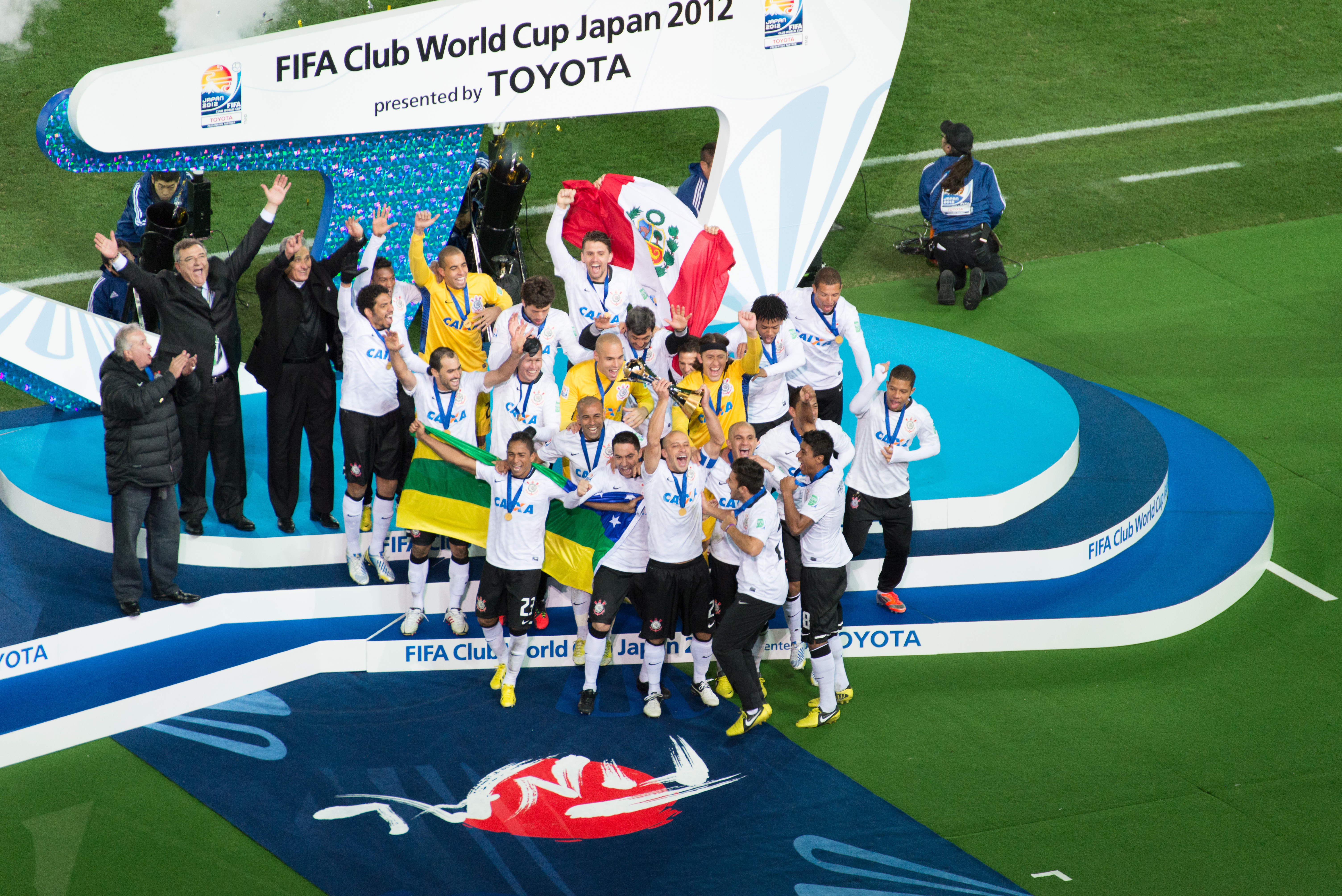
Comemoração dos jogadores do Corinthians após a conquista da Copa do Mundo de Clubes de 2012

Lançada para a Copa das Confederações de 2013, a Adidas Cafusa foi utilizada pela primeira vez em competição.

## Árbitros
Lista dos árbitros e assistentes nomeados para o torneio:
| Árbitros                           | Assistentes               | Assistentes           |
| África                             | África                    | África                |
| ---------------------------------- | ------------------------- | --------------------- |
| ALG Djamel Haimoudi                | MAR Redouane Achik        | ALG Abdelhak Etchiali |
| Ásia                               |                           |                       |
| BHR Nawaf Shukralla                | BHR Yaser Abdulla Tulefat | BHR Ebrahim Saleh     |
| IRN Alireza Faghani                | IRN Hassan Kamranifar     | IRN Reza Sokhandan    |
| Europa                             |                           |                       |
| TUR Cüneyt Çakır                   | TUR Bahattin Duran        | TUR Tarık Ongun       |
| América do Norte, Central e Caribe |                           |                       |
| MEX Marco Rodríguez                | MEX Marvin Torrentera     | MEX Marcos Quintero   |
| Oceania                            |                           |                       |
| NZL Peter O'Leary                  | NZL Mark Rule             | FIJ Ravinesh Kumar    |
| América do Sul                     |                           |                       |
| ECU Carlos Vera                    | ECU Christian Lescano     | ECU Byron Romero      |

## Elencos
Cada time enviou uma lista com 23 jogadores, sendo 3 goleiros. Os elencos foram anunciados em 29 de novembro de 2012, totalizando 160 jogadores inscritos.

## Estádios
Toyota e Yokohama foram as cidades-sede da edição de 2012.
| Toyota                                                         | Yokohama                          |
| Estádio de Toyota                                              | Estádio Internacional de Yokohama |
| Capacidade: 45 000                                             | Capacidade: 72 370                |
|                                                                |                                   |
| Toyota YokohamaCopa do Mundo de Clubes da FIFA de 2012 (Japão) |                                   |

## Jogos
|  |                           |                         |                           |       |                        |                        |                |                |            |            |  |  |                           |                           |
|  | Play-off                  | Play-off                |                           |       | Quartas de final       | Quartas de final       |                |                | Semifinais | Semifinais |  |  | Final                     | Final                     |
|  | 6 de dezembro – Yokohama  |                         |                           |       |                        |                        |                |                |            |            |  |  |                           |                           |
|  | Sanfrecce Hiroshima       | 1                       |                           |       | 9 de dezembro – Toyota | 9 de dezembro – Toyota |                |                |            |            |  |  |                           |                           |
|  | Sanfrecce Hiroshima       | 1                       |                           |       | 9 de dezembro – Toyota | 9 de dezembro – Toyota |                |                |            |            |  |  |                           |                           |
|  | Auckland City             | 0                       |                           |       | Sanfrecce Hiroshima    | 1                      |                |                |            |            |  |  |                           |                           |
|  | Auckland City             | 0                       | 12 de dezembro – Toyota   |       | Sanfrecce Hiroshima    | 1                      |                |                |            |            |  |  |                           |                           |
|  |                           |                         |                           |       | Al-Ahly                | 2                      |                |                |            |            |  |  |                           |                           |
|  | Al-Ahly                   | 0                       |                           |       | Al-Ahly                | 2                      |                |                |            |            |  |  |                           |                           |
|  | Al-Ahly                   | 0                       |                           |       |                        |                        |                |                |            |            |  |  |                           |                           |
|  |                           |                         | Corinthians               | 1     |                        |                        |                |                |            |            |  |  |                           |                           |
|  |                           |                         | Corinthians               | 1     |                        |                        |                |                |            |            |  |  |                           |                           |
|  |                           |                         | 16 de dezembro – Yokohama |       |                        |                        |                |                |            |            |  |  |                           |                           |
|  |                           |                         |                           |       |                        |                        |                |                |            |            |  |  |                           |                           |
|  | Corinthians               | 1                       |                           |       |                        |                        |                |                |            |            |  |  |                           |                           |
|  | Corinthians               | 1                       | 9 de dezembro – Toyota    |       |                        |                        |                |                |            |            |  |  |                           |                           |
|  |                           | Chelsea                 | 0                         |       |                        |                        |                |                |            |            |  |  |                           |                           |
|  |                           |                         | 0                         | Ulsan | 1                      |                        |                |                |            |            |  |  |                           |                           |
|  | 13 de dezembro – Yokohama |                         |                           | Ulsan | 1                      |                        |                |                |            |            |  |  |                           |                           |
|  |                           | Monterrey               | 3                         |       |                        |                        |                |                |            |            |  |  |                           |                           |
|  | Monterrey                 | Monterrey               | 3                         | 1     |                        |                        |                |                |            |            |  |  |                           |                           |
|  | Monterrey                 | Quinto lugar            | Quinto lugar              | 1     |                        |                        | Terceiro lugar | Terceiro lugar |            |            |  |  |                           |                           |
|  |                           | Quinto lugar            | Quinto lugar              |       | Chelsea                | 3                      | Terceiro lugar | Terceiro lugar |            |            |  |  |                           |                           |
|  | Ulsan                     | 2                       | Al-Ahly                   | 0     | Chelsea                | 3                      |                |                |            |            |  |  |                           |                           |
|  | Ulsan                     | 2                       | Al-Ahly                   | 0     |                        |                        |                |                |            |            |  |  |                           |                           |
|  | Sanfrecce Hiroshima       | 3                       | Monterrey                 | 2     |                        |                        |                |                |            |            |  |  |                           |                           |
|  | Sanfrecce Hiroshima       | 3                       | Monterrey                 | 2     |                        |                        |                |                |            |            |  |  |                           |                           |
|  | 12 de dezembro – Toyota   | 12 de dezembro – Toyota |                           |       |                        |                        |                |                |            |            |  |  | 16 de dezembro – Yokohama | 16 de dezembro – Yokohama |

Todas as partidas seguem o fuso horário local (UTC+9)

### Play-off
| 6 de dezembro | Sanfrecce Hiroshima | 1 – 0     | Auckland City | Estádio Internacional de Yokohama, Yokohama  |
| 19:45         | Aoyama 66'          | Relatório |               | Público: 25 174 Árbitro: ALG Djamel Haimoudi |

### Quartos-finais
| 9 de dezembro | Ulsan           | 1 – 3     | Monterrey                    | Estádio de Toyota, Toyota                 |
| 16:00         | Lee Keun-Ho 88' | Relatório | Corona 9' · Delgado 77', 84' | Público: 20 353 Árbitro: TUR Cüneyt Çakır |

| 9 de dezembro | Sanfrecce Hiroshima | 1 – 2     | Al-Ahly                   | Estádio de Toyota, Toyota                |
| 19:30         | Sato 32'            | Relatório | Hamdy 15' · Aboutrika 57' | Público: 27 314 Árbitro: ECU Carlos Vera |

### Disputa pelo quinto lugar
| 12 de dezembro | Ulsan                                | 2 – 3     | Sanfrecce Hiroshima           | Estádio de Toyota, Toyota                    |
| 16:30          | Mizumoto 17' (g.c.) · Lee Yong 90+5' | Relatório | Yamagishi 35' · Sato 56', 72' | Público: 17 581 Árbitro: BHR Nawaf Shukralla |

### Semifinais
| 12 de dezembro | Al-Ahly | 0 – 1     | Corinthians  | Estádio de Toyota, Toyota                    |
| 19:30          |         | Relatório | Guerrero 30' | Público: 31 417 Árbitro: MEX Marco Rodríguez |

| 13 de dezembro | Monterrey       | 1 – 3     | Chelsea                                   | Estádio Internacional de Yokohama, Yokohama |
| 19:30          | de Nigris 90+1' | Relatório | Mata 17' · Torres 46' · Chávez 48' (g.c.) | Público: 36 648 Árbitro: ECU Carlos Vera    |

### Disputa pelo terceiro lugar
| 16 de dezembro | Al-Ahly | 0 – 2     | Monterrey               | Estádio Internacional de Yokohama, Yokohama |
| 16:30          |         | Relatório | Corona 3' · Delgado 66' | Público: 56 301 Árbitro: NZL Peter O'Leary  |

### Final
| 16 de dezembro | Corinthians  | 1 – 0     | Chelsea | Estádio Internacional de Yokohama, Yokohama |
| 19:30          | Guerrero 69' | Relatório |         | Público: 68 275 Árbitro: TUR Cüneyt Çakır   |

## Premiação
| Copa do Mundo de Clubes da FIFA de 2012 |
| Brasil                                  |
| --------------------------------------- |
| Corinthians Campeão (2° título)         |

Fair Play
| Fair play | Monterrey |

### Individuais
| Bola de Ouro         | Bola de Prata        | Bola de Bronze               |
| -------------------- | -------------------- | ---------------------------- |
| Cássio (Corinthians) | David Luiz (Chelsea) | Paolo Guerrero (Corinthians) |

## Classificação final
Para estatísticas, partidas decididas na prorrogação são contadas como vitória ou derrota e partidas decididas em disputa por pênaltis são contadas como empate.
| Pos. | Times               | P | J | V | E | D | GP | GC | SG |
| ---- | ------------------- | - | - | - | - | - | -- | -- | -- |
| 1    | Corinthians         | 6 | 2 | 2 | 0 | 0 | 2  | 0  | +2 |
| 2    | Chelsea             | 3 | 2 | 1 | 0 | 1 | 3  | 2  | +1 |
| 3    | Monterrey           | 6 | 3 | 2 | 0 | 1 | 6  | 4  | +2 |
| 4    | Al-Ahly             | 3 | 3 | 1 | 0 | 2 | 2  | 4  | –2 |
| 5    | Sanfrecce Hiroshima | 6 | 3 | 2 | 0 | 1 | 5  | 4  | +1 |
| 6    | Ulsan               | 0 | 2 | 0 | 0 | 2 | 3  | 6  | –3 |
| 7    | Auckland City       | 0 | 1 | 0 | 0 | 1 | 0  | 1  | –1 |

## Artilharia

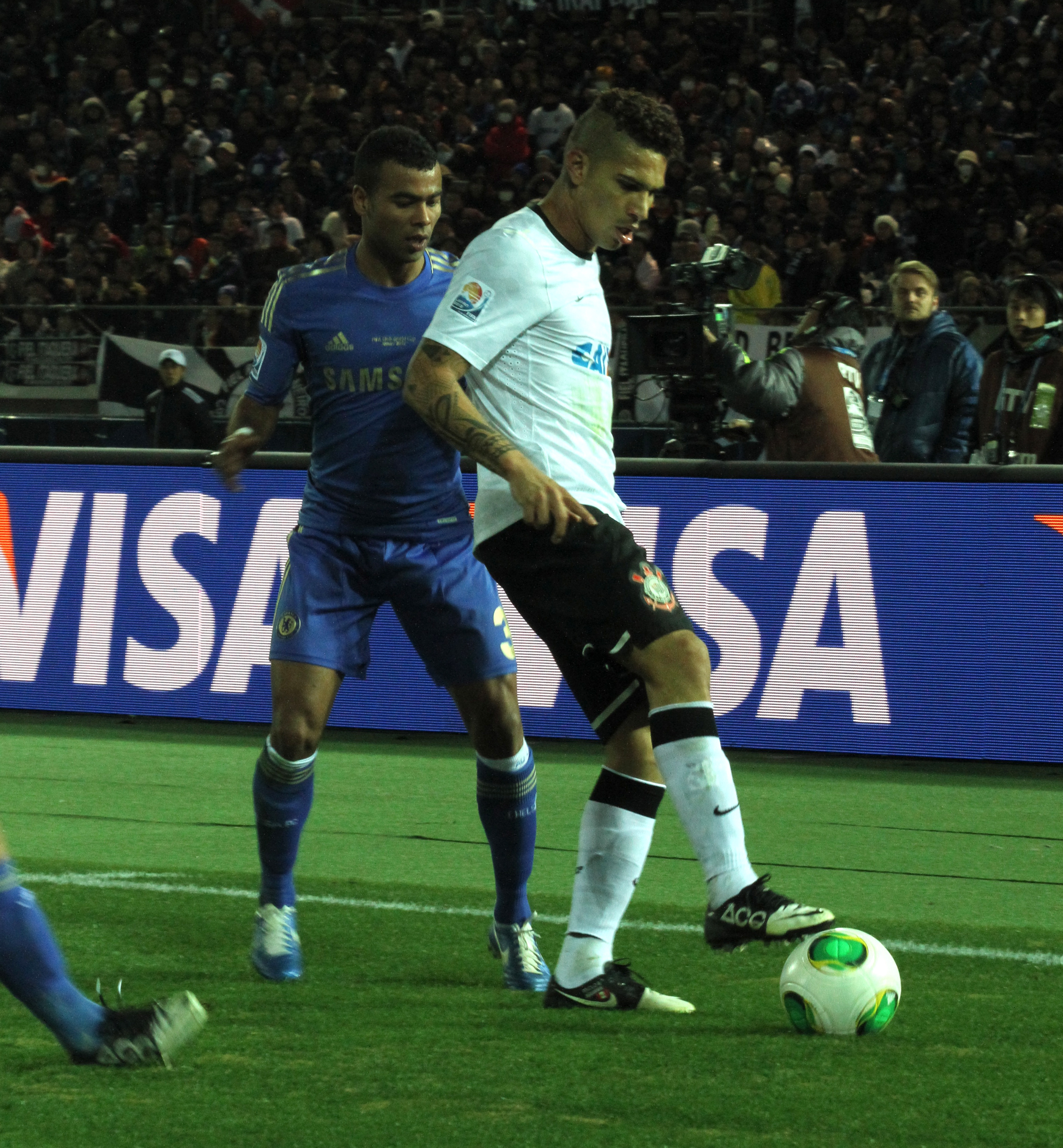
Paolo Guerrero foi o autor do gol da conquista da Copa do Mundo de Clubes da FIFA de 2012 pelo Corinthians.

| 3 gols (2) - César Delgado (Monterrey) - Hisato Sato (Sanfrecce Hiroshima) 2 gols (2) - Jesús Manuel Corona (Monterrey) - Paolo Guerrero (Corinthians) 1 gol (9) - Al-Sayed Hamdy (Al-Ahly) - Aldo de Nigris (Monterrey) - Fernando Torres (Chelsea) | 1 gol (continuação) - Juan Mata (Chelsea) - Lee Keun-Ho (Ulsan Hyundai) - Lee Yong (Ulsan Hyundai) - Mohamed Aboutrika (Al-Ahly) - Satoru Yamagishi (Sanfrecce Hiroshima) - Toshihiro Aoyama (Sanfrecce Hiroshima) Gols-contra (2) - Dárvin Chávez (Monterrey para o Chelsea) - Hiroki Mizumoto (Sanfrecce Hiroshima para o Ulsan Hyundai) |